# Women's National Basketball Association 2019
La Women's National Basketball Association 2019 è stata la ventitreesima edizione della lega professionistica statunitense.
Vi partecipavano dodici franchigie, divise in due conference. Al termine della stagione regolare (34 gare), le migliori otto partecipavano ai play-off.
Il titolo è stato conquistato per la prima volta dalle Washington Mystics. La Most Valuable Player è stata Elena Delle Donne delle Washington Mystics.

## Stagione regolare

### Eastern Conference
|  |    | Classifica finale 2019 | V  | P  | PtF | PtS |
|  | -- | ---------------------- | -- | -- | --- | --- |
|  | 1. | Washington Mystics     | 26 | 8  | -   | -   |
|  | 2. | Connecticut Sun        | 23 | 11 | -   | -   |
|  | 3. | Chicago Sky            | 20 | 14 | -   | -   |
|  | 4. | Indiana Fever          | 13 | 21 | -   | -   |
|  | 5. | New York Liberty       | 10 | 24 | -   | -   |
|  | 6. | Atlanta Dream          | 8  | 26 | -   | -   |

### Western Conference
|  |    | Classifica finale 2019 | V  | P  | PtF | PtS |
|  | -- | ---------------------- | -- | -- | --- | --- |
|  | 1. | Los Angeles Sparks     | 22 | 12 | -   | -   |
|  | 2. | Las Vegas Aces         | 21 | 13 | -   | -   |
|  | 3. | Seattle Storm          | 18 | 16 | -   | -   |
|  | 4. | Minnesota Lynx         | 18 | 16 | -   | -   |
|  | 5. | Phoenix Mercury        | 15 | 19 | -   | -   |
|  | 6. | Dallas Wings           | 10 | 24 | -   | -   |

## Vincitore
| Campione WNBA 2019             |
| ------------------------------ |
| Washington Mystics (1º titolo) |

## Statistiche
| Categoria             | Giocatore                     | Squadra                         | Stat |
| --------------------- | ----------------------------- | ------------------------------- | ---- |
| Punti per gara        | Brittney Griner               | Phoenix Mercury                 | 20,7 |
| Rimbalzi per gara     | Jonquel Jones                 | Connecticut Sun                 | 9,7  |
| Assist per gara       | Courtney Vandersloot          | Chicago Sky                     | 9,1  |
| Palle rubate per gara | Jordin Canada                 | Seattle Storm                   | 2,3  |
| Stoppate per gara     | Brittney Griner Jonquel Jones | Phoenix Mercury Connecticut Sun | 2,0  |
| FG%                   | Sylvia Fowles                 | Minnesota Lynx                  | 58,8 |
| FT%                   | Elena Delle Donne             | Washington Mystics              | 97,4 |
| 3FG%                  | Alysha Clark                  | Seattle Storm                   | 48,1 |

## Premi WNBA
- WNBA Most Valuable Player: Elena Delle Donne, Washington Mystics
- WNBA Defensive Player of the Year: Natasha Howard, Seattle Storm
- WNBA Coach of the Year: James Wade, Chicago Sky
- WNBA Rookie of the Year: Napheesa Collier, Minnesota Lynx
- WNBA Most Improved Player: Leilani Mitchell, Phoenix Mercury
- WNBA Sixth Woman of the Year: Dearica Hamby, Las Vegas Aces
- WNBA Finals Most Valuable Player: Emma Meesseman, Washington Mystics
- WNBA Basketball Executive of the Year: Cheryl Reeve, Minnesota Lynx
- All-WNBA First Team:
  - Courtney Vandersloot, Chicago Sky
  - Chelsea Gray, Los Angeles Sparks
  - Elena Delle Donne, Washington Mystics
  - Natasha Howard, Seattle Storm
  - Brittney Griner, Phoenix Mercury
- All-WNBA Second Team:
  - Odyssey Sims, Minnesota Lynx
  - Diamond DeShields, Chicago Sky
  - Nneka Ogwumike, Los Angeles Sparks
  - Jonquel Jones, Connecticut Sun
  - Liz Cambage, Las Vegas Aces
- WNBA All-Defensive First Team:
  - Jasmine Thomas, Connecticut Sun
  - Jordin Canada, Seattle Storm
  - Natasha Howard, Seattle Storm
  - Nneka Ogwumike, Los Angeles Sparks
  - Jonquel Jones, Connecticut Sun
- WNBA All-Defensive Second Team:
  - Ariel Atkins, Washington Mystics
  - Natasha Cloud, Washington Mystics
  - Alysha Clark, Seattle Storm
  - Alyssa Thomas, Connecticut Sun
  - Brittney Griner, Phoenix Mercury
- WNBA All-Rookie First Team:
  - Arike Ogunbowale, Dallas Wings
  - Jackie Young, Las Vegas Aces
  - Napheesa Collier, Minnesota Lynx
  - Brianna Turner, Phoenix Mercury
  - Teaira McCowan, Indiana Fever